# Фернандо Пімента
Фернандо Пімента  (порт. Fernando Pimenta, 13 серпня 1989) — португальський веслувальник, олімпійський медаліст.

## Виступи на Олімпіадах
| Олімпіада           | Дисципліна                     | Місце |
| ------------------- | ------------------------------ | ----- |
| Лондон 2012         | байдарка-двійка, 1000 метрів   | 2     |
| Ріо-де-Жанейро 2016 | байдарки-одиночки, 1000 метрів | 5     |
| Ріо-де-Жанейро 2016 | байдарки-четвірки, 1000 метрів | 6     |
| Токіо 2020          | байдарки-одиночки, 1000 метрів | 3     |
| Париж 2024          | байдарки-одиночки, 1000 метрів | 6     |